# Philautus banaensis
Philautus banaensis är en groddjursart som beskrevs av Bourret 1939. Philautus banaensis ingår i släktet Philautus och familjen trädgrodor. Inga underarter finns listade i Catalogue of Life.